# Martin Hattala
Martin Hattala, född 4 november 1821 i Trstená, död 11 december 1903 i Prag, var en slovakisk språkforskare.
Hattala var 1861–1891 professor i slavisk filologi vid Karlsuniversitetet i Prag. Han försökte i en mängd skrifter på tjeckiska och tyska bevisa Königinhofhandskriftens äkthet och bidrog mycket, trots den ohållbara ståndpunkten, genom sin lärdom till vetenskapens främjande.
Bland Hattalas övriga arbeten märks Grammatica linguæ slovenicæ, collatæ cum proxime cognata bohemica (1850), en slovakisk ordbok (1852), en tjeckisk-slovakisk ljudlära (Zvukoslovi jazyka staroi novočeského a slovenského, 1854), om förhållandet mellan forn- och nutida slaviska språken (O poměru cyrillčiny k nynejšim nářečim slovanským, 1855), studier rörande ryska och bulgariska språken samt åtskilliga grammatikaliska läroböcker. Han översatte det ryska medeltida Igorkvädet till tjeckiska.